# US Tourcoing FC
Câu lạc bộ bóng đá USTourcoing là một câu lạc bộ bóng đá Pháp được thành lập vào năm 1902 và có trụ sở tại Tourcoing. Các câu lạc bộ chơi ở Championnat National 3 (trước là giải hạng năm) cho năm mùa từ 2014-2015 sau khi kết thúc vị trí đầu tiên trong Division d'Honneur của khu vực Nord-Pas-de-Calais trong mùa 2013-2014, nhưng đã bị xuống hạng trở lại giải hạng sáu vào năm 2019.

## Lịch sử
Được thành lập vào ngày 12 tháng 5 năm 1898, với tư cách là US Tourcoing, câu lạc bộ chơi bóng đá từ năm 1902 dưới sự lãnh đạo của người giám sát của Lycée Gambetta: Albert Fromentin. Màu sắc là đen và trắng. Vô địch USFSA du Nord năm 1900, 1909, 1910 và 1912, US Tourcoing đã đạt ba lần vào bán kết Championnat de France (1900, 1909 và 1912) và giành chiến thắng vào năm 1910. Trong trận chung kết, họ đã đánh bại Stade Helvétique de Marseille 7-2 vào ngày 1 tháng 5 năm 1910 tại sân vận động Parc des Princes. Câu lạc bộ đang ở đỉnh cao và nhiều cầu thủ cần được đề cập ở đây, đặc biệt là Adrien Filez (cầu thủ cđịa phương duy nhất được chọn vào năm 1904 cho trận đấu đầu tiên của đội tuyển bóng đá quốc gia Pháp), Gabriel Hanot, Victor Denis và Jules Dubly.
Đội bóng vô địch miền Bắc năm 1920 và 1928, Ustiens đã vào bán kết Coupe de France năm 1921. Họ đã gặp Olympique de Paris đáng gờm và thua ở phút thứ 114. Luôn có mặt ở Coupe de France (tứ kết năm 1922 và 1926) hoặc tại Championnat (Championnat du Nord năm 1933), câu lạc bộ vẫn cung cấp cầu thủ cho đội tuyển quốc gia (Maurice Depaepe, Victor Farvacques và Jean Sécember) mà câu lạc bộ đã có tình trạng đội bóng chuyên nghiệp vào năm 1933. Được nhận vào Division 2 trong năm thành lập, US Tourcoing đã vật lộn và từ bỏ vị thế chuyên nghiệp vào tháng 6 năm 1938.
Sau Thế chiến II, câu lạc bộ đã tích cực tham gia vào việc thành lập câu lạc bộ CO Roubaix-Tourcoing. UST giành lại độc lập vào năm 1957. Một năm sau, Charles Van Veegaete, đồng sáng lập câu lạc bộ thể thao năm 1898, qua đời. Sân vận động được đổi tên thành Stade Charles Van Veegaete từ Stade Albert Fromentin.
Kể từ đó, câu lạc bộ chơi đơn giản trong các giải đấu nghiệp dư (Phân khu 4). Vào ngày 30 tháng 6 năm 1990, câu lạc bộ sáp nhập với AS-Jean Mace Tourcoing (một trong những câu lạc bộ UFOLEP tốt nhất trong khu vực và chơi ở DH năm 1990), để trở thành Tourcoing FC (TFC), chơi màu vàng, trắng và đen. Các chủ tịch sáng lập là Albert Vandenabaele (của UST) và Roger Vandepeutte (của ASJMT). Câu lạc bộ đã chơi trong CFA2 cho đến năm 2002, sau đó trải qua bốn lần xuống hạng liên tiếp, thi đấu ở giải đấu khu vực năm 2005.
Didier Drogba quốc tế Bờ Biển Ngà đã chơi trong các đội trẻ của TFC, tương tự với Yohan Cabaye cầu thủ đội tuyển quốc gia Pháp, khi họ mười tuổi. Câu lạc bộ được đổi tên thành Union Sports Tourcoing Football Club (USTFC) vào năm 2010. Các màu chính thức đã được thay đổi trở lại màu gốc, đen và trắng. Chủ tịch hiện tại kể từ năm 2009 là Fabien Desmet. Vào năm 2014, câu lạc bộ đã trở lại CFA 2 sau hơn 10 năm ở các giải đấu khu vực.